# Normes McFarland
 (janvier 2020).
Pour les articles homonymes, voir McFarland.

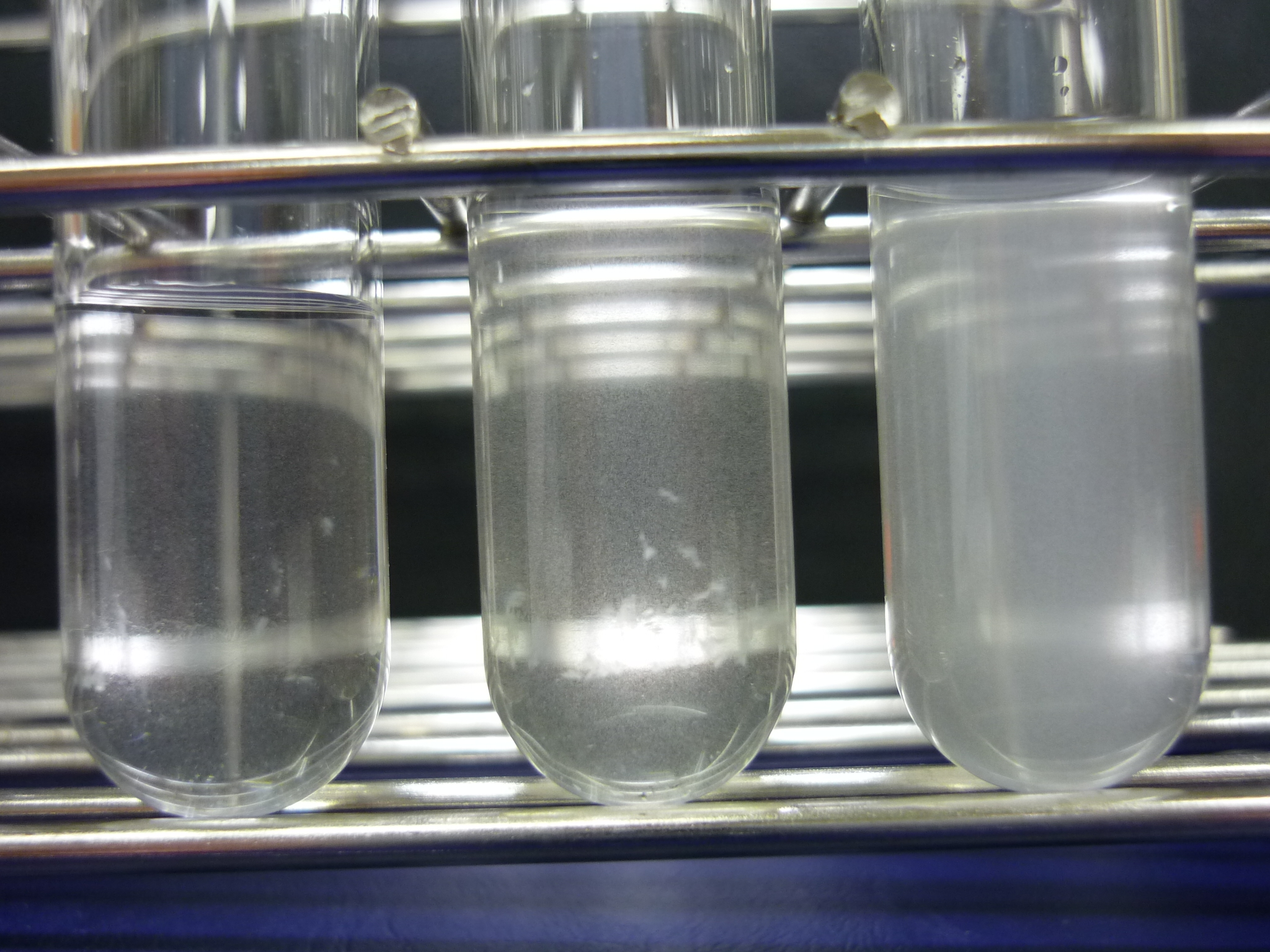
McFarland standards 0,5, 1 et 2.

En microbiologie, les normes McFarland sont utilisées comme référence pour ajuster la turbidité des suspensions bactériennes pour que le nombre de bactéries se situe dans une gamme de concentrations donnée afin de normaliser les tests microbiens. Un exemple est le test de sensibilité aux antibiotiques par mesure de la concentration minimale inhibitrice qui est couramment utilisée en microbiologie médicale et en recherche. Au cours d'une expérimentation de résistance à un agent antimicrobien, si la suspension utilisée est trop concentrée ou trop diluée, un résultat erroné (soit un faux résistant soit faux sensible) peut survenir. 
Les normes McFarland originelles ont été établies en mélangeant des quantités spécifiées de chlorure de baryum et d'acide sulfurique. Le mélange des deux composés forme un précipité de sulfate de baryum, ce qui rend la solution trouble. Un étalon de standard 0,5 McFarland est préparé en mélangeant 0,05 ml de chlorure de baryum à 1,175% dihydraté (BaCl2,2H2O), avec 9,95 ml d'acide sulfurique à 1% (H2SO4). 
Il existe aujourd'hui des normes McFarland préparées à partir de suspensions de particules de latex, ce qui allonge la durée de conservation et la stabilité des suspensions. La norme peut être comparée visuellement à une suspension de bactéries dans une solution saline ou un bouillon nutritif stériles. Si la suspension bactérienne est trop turbide, elle peut être diluée avec plus de diluant. Si la suspension n'est pas suffisamment trouble, plus de bactéries peuvent être ajoutées. 
Normes néphélométriques McFarland :  
| Standard McFarland                                  | 0,5        | 1     | 2     | 3     | 4     |
| Chlorure de baryum à 1% (ml)                        | 0,05       | 0,1   | 0,2   | 0,3   | 0,4   |
| Acide sulfurique à 1% (ml)                          | 9,95       | 9,9   | 9,8   | 9,7   | 9,6   |
| Densité cellulaire approximative (1 × 10.8 UFCs/mL) | 1,5        | 3,0   | 6,0   | 9,0   | 12,0  |
| % transmittance*                                    | 74,3       | 55,6  | 35,6  | 26,4  | 21,5  |
| Absorbance*                                         | 0,08 à 0,1 | 0,257 | 0,451 | 0,582 | 0,669 |

* à une longueur d'onde de 600 nm 
Normes McFarland standard avec particules de latex issues de Hardy Diagnostics (12/10/2014), mesurées au laboratoire UCSF DeRisi : 
| Standard McFarland  | 0,5   | 1     | 2     | 4     | 6     | 8     |
| Absorbance à 600 nm | 0,063 | 0,123 | 0,242 | 0,431 | 0,653 | 0,867 |